# Битва при Дойрані (1916)
Битва при Дойрані (1916) (болг. Битка при Дойран), або Перша битва при Дойрані — невдала наступальна операція військ Антанти проти угруповання Центральних держав на Салоніцькому фронті під час Першої світової війни. Британсько-французькі війська здійснили спробу в період з 9 по 18 серпня 1916 року прорвати оборону болгарських військ на Салоніцькому фронті, однак наразилися на добре організований спротив болгарської армії, яка значно поступалася союзникам. Бої завершилися перемогою болгарських військ, які відбили всі спроби союзників прорвати фронт.

## Історія

### Передумова
У серпні 1916 року після тривалого затишшя союзне командування на Салоницькому фронті вирішило здійснити прорив у Македонії на найперспективнішому, як їм здавалося, напрямку, тобто через Дойран. Прорив у Дойрана розірвав би болгарський фронт, забезпечив би швидкий розгром болгарської армії та відкрив шлях на Софію. З початку серпня 1916 року союзники розпочали концентрацію військ та артилерії на позиціях поблизу Дойранського озера, що свідчило про намір організувати наступальну операцію.
Союзники зосередили проти 2-ї бригади 2-ї болгарської дивізії 17-ту французьку колоніальну дивізію і 26-ту британську дивізію за підтримки численної, переважно важкої артилерії. За задумом операції французи просувалися від озера Дойран до села Должелі, а британці — від того ж села до села Крештель вздовж Ок-Рідж.

### Битва
Наступ союзних військ розпочався з потужної артилерійської підготовки о 4:00 9 серпня, яка тривала протягом дня. Німецька важка артилерія, що підтримувала болгар, не могла вести контрбатарейну боротьбу, оскільки артилерійські системи супротивника були добре замасковані у складках місцевості.
На світанку 10 серпня вогонь союзників відновився і о 8-й годині ранку стає постійним. Перемістивши його в глибину, щільні ланцюги французької та британської піхоти почали атаку, але, потрапивши в зону дії болгарської артилерії за один кілометр від позиції передових позицій, були розсіяні. Хоча артилерія противника відразу ж відкрила масований вогонь по болгарських батареях, вони не припиняли обстрілювати французьку піхоту, доки вона не відступила. О 10:30 союзники розпочали другу атаку. Болгарські підрозділи були змушені відійти з передових позицій, але артилерія відбила атаку супротивника та змусила його відступити на вихідні рубежі.
До 14 серпня союзна артилерія вела масований артилерійський вогонь по болгарських позиціях, зокрема застосувавши 180-мм гармати. 15, 16 і 18 серпня на позиції болгарської армії у Дойрана знову почалися атаки наземних підрозділів, проте всі спроби завершувалися по лінії передових постів на висотах Стаклена та Каварналієва, які все ж таки були зайняті французами. 26-та британська дивізія, що наступала на Ок-Рідж, також була змушена відступити. Успіх болгарських частин і підрозділів пояснювався безперервними контратаками, які не дозволяли союзникам закріпитися на захоплених позиціях, і вмілою координацію вогню своєї та німецької артилерії.

### Наслідки
Після 10 днів безперервних атак союзники були знекровлені, втративши понад 3200 осіб, і зупинили наступ. Врешті-решт спроба союзників прорвати фронт у Дойрана провалилася. За 9 днів безперервних боїв болгарська бригада також була практично знекровлена та втратила 1416 осіб.